# Pernilla Arvidsson
Pernilla Arvidsson, ogift Adolfsson, född 12 november 1969 i Nykyrka församling, i dåvarande Skaraborgs län, är en svensk journalist och radioprogramledare.
Pernilla Arvidsson växte upp i Mullsjö och arbetade som flygvärdinna innan hon i 35-årsåldern skolade om sig till journalist. Hon har sedan verkat som nyhetsreporter och programledare för program som Lasso och Vi i femman i P4 Jönköping. Hon har även arbetat med olika dokumentärprojekt för radion. Sedan 2012 är hon programledare för riksradions Karlavagnen i P4.